# Resolution 384 des UN-Sicherheitsrates
Die Resolution 384 des UN-Sicherheitsrates ist eine Resolution, die der Sicherheitsrat der Vereinten Nationen am 18. Dezember 1975 auf seiner 1869. Sitzung einstimmig annahm. Sie beschäftigte sich mit der Situation in Osttimor. Der Sicherheitsrat forderte Indonesien auf, seine Streitkräfte, die am 7. Dezember mit einer offenen Invasion begonnen hatten, aus Osttimor zurückzuziehen und erinnerte Portugal an seine Pflichten als frühere Kolonialmacht.

## Hintergrund
Infolge der Nelkenrevolution in Portugal 1974 wurden Portugals Kolonien auf die Unabhängigkeit vorbereitet. Während die afrikanischen Besitzungen bis zum 11. November 1975 alle in die Unabhängigkeit entlassen worden waren, gab es bei Portugiesisch-Timor massive Schwierigkeiten. Im August war es zu Kämpfen zwischen den beiden Parteien UDT und FRETILIN gekommen, weswegen der portugiesische Gouverneur die Hauptstadt Dili verließ. Im selben Zeitraum begann der Nachbar Indonesien inoffiziell die Grenzregionen zu besetzen. Die aus dem Machtkampf siegreich hervorgegangene FRETILIN rief aufgrund der indonesischen Bedrohung am 28. November einseitig die Unabhängigkeit der Demokratischen Republik Osttimor aus, um internationale Unterstützung zu erhalten, doch am 7. Dezember begann Indonesien offen mit einer groß angelegten militärischen Invasion.

## Die Resolution
Der Weltsicherheitsrat bestätigte in der Resolution den Brief des portugiesischen Repräsentanten (S/11899) und die Stellungnahmen der Repräsentanten Portugals, Indonesiens und Osttimors.
Der Rat bestätigte das unveräußerliche Recht der Menschen Osttimors auf Selbstbestimmung und Unabhängigkeit, entsprechend der Charta der Vereinten Nationen und der Erklärung zur Gewährung der Unabhängigkeit für die kolonialisierten Länder und Völker in der Resolution der UN-Generalversammlung 1514 (XV) vom 14. Dezember 1960. Unter anderem forderte die Resolution 3485 der Generalversammlung vom 12. Dezember 1975 vom Sonderkomitee mit Hinblick auf die Erklärung die Entsendung einer Mission nach Osttimor zur Untersuchung der Situation.
Der Rat zeigte sich besorgt über die Verschlechterung der Situation in Osttimor und bedauerte, dass die Regierung Portugals nicht vollständig ihrer Verantwortung als administrative Macht des Territoriums, gemäß Kapitel XI der Charta nachgekommen ist.
Der Rat rief alle Staaten auf, die territoriale Integrität Osttimors und das unveräußerliche Recht seines Volkes auf Selbstbestimmung gemäß der Resolution der Generalversammlung 1514 (XV) zu respektieren. Die Regierung Indonesiens wurde aufgefordert, ihre Streitkräfte unverzüglich aus dem Territorium zurückzuziehen. Die Regierung Portugals wurde aufgefordert, als administrative Macht vollständig mit den Vereinten Nationen zusammenzuarbeiten, um dem Volk von Osttimor die Ausübung ihres Rechts auf Selbstbestimmung zu ermöglichen.
Der Generalsekretär wurde aufgerufen, sofort einen Sondergesandten nach Osttimor zu entsenden, um sich ein Bild von der Situation vor Ort zu machen und Kontakt mit allen Parteien im Territorium und allen betroffenen Staaten aufzunehmen, um die Durchsetzung dieser Resolution abzusichern.

## Folgen
Am 22. April 1976 verabschiedete der Weltsicherheitsrat die Resolution 389, mit der Indonesien nochmals zum Abzug aufgefordert wurde. Indonesien zog sich nicht aus Osttimor zurück, sondern annektierte das Land am 17. Juli 1976 als seine 27. Provinz, während Osttimor international weiter offiziell als portugiesisches Territorium galt. Durch den Guerillakrieg und seine Folgen starben 183.000 Menschen. Nach einem Unabhängigkeitsreferendum und einer letzten Gewaltwelle wurde 1999 vom Weltsicherheitsrat die Eingreiftruppe INTERFET entsandt und Osttimor bis zu seiner Entlassung in die Unabhängigkeit 2002 unter UN-Verwaltung gestellt.